# キム・ムンゾー
キム・ムンゾー（Quim Monzó, カタルーニャ語発音: [ˈkim munˈso]: キム・ムンソー）として知られるジョアキム・ムンゾー・イ・ゴメス（Joaquim Monzó i Gómez、1952年3月24日 - ）は、スペイン・バルセロナ出身のジャーナリスト・小説家。主にカタルーニャ語で執筆する。

## 経歴
1970年代初頭にはバルセロナのテレ/エクスプレス紙の特派員として、ベトナム、カンボジア、北アイルランド、東アフリカなどに派遣された。現在はバルセロナに居住し、ラ・バングアルディア紙などに寄稿している。アーネスト・ヘミングウェイやトルーマン・カポーティの作品をカタルーニャ語に翻訳している。
2007年にはドイツの国際書籍見本市であるフランクフルト・ブックフェアが特別招待文化にカタルーニャ地方を選び、ムンゾーが短編小説風の開会スピーチを行った。2009年12月から2010年4月には、バルセロナのアーツ・サンタ・モニカ・ギャラリーでムンゾーの回顧展が開催された。
トゥレット症候群と診断されている。

## 作品
- 「シトロエン・メアーリの女」 Noia del Mehari
- 「庭つきの家」 Quatre quarts
- 「…時六十分」 Casa amb jardi
  - 3作品とも田澤耕（訳）『バルセロナ・ストーリーズ』水声社、1992年に掲載。

## 受賞
- 1976年 - プルデンシ・バルトラナ（スペイン語版）
- 1981年 - セッラドール（英語版）批評家賞文学部門
- 1993年 - バルセロナ市栄誉賞（スペイン語版）
- 2000年 - レトラドール（スペイン語版）
- 2000年 - カタルーニャ州政府文学国民賞（スペイン語版）
- 2018年 - カタルーニャ語文学功労賞（英語版）